# Zalewska Góra (Varmia y Masuria)
Zalewska Góra [pronunciación en polaco: /zaˈlɛfska ˈɡura/] es un asentamiento en el distrito administrativo de Gmina Barciany, dentro del Distrito de Kętrzyn, Voivodato de Varmia y Masuria, en el norte de Polonia, cercano a la frontera con el Óblast de Kaliningrado de Rusia.
Hasta 1945 el área era parte de Alemania (Prusia Oriental).